# Enzo Enzo

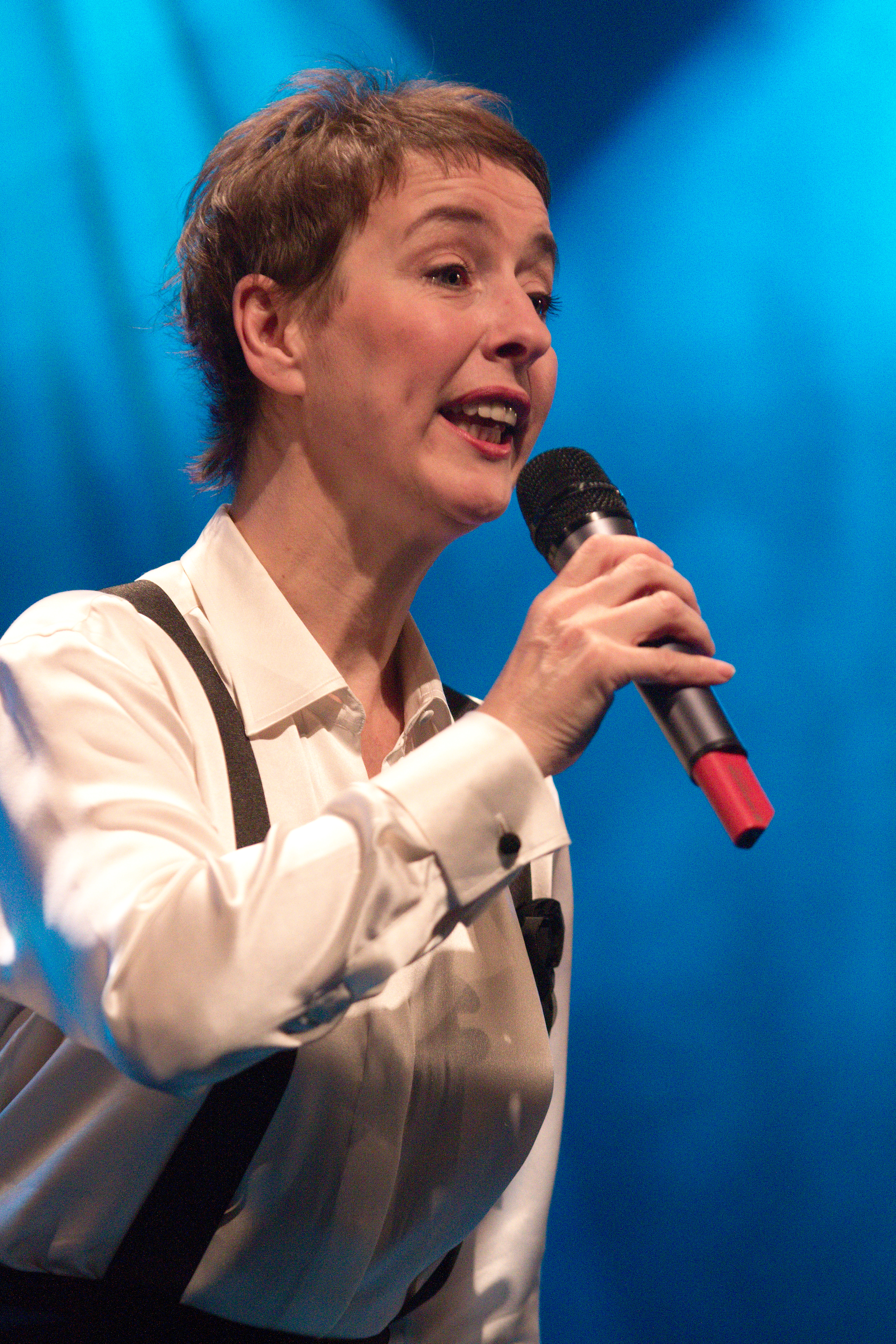
Foto, 2010

Körin Ternovtzeff alias Enzo Enzo (París, 29 de agosto de 1959) es una cantante y multiinstrumentista francesa. Es conocida por sus canciones infantiles y sus versiones en francés de canciones polulares. 

## Biografía
Nació en una familia rusa. 
En 1978 trabajó como roadie para el grupo de rock francés Téléphone y fue bajista del trío Lili Drop (1981-1985).
Sacó su primer disco en solitario en 1990.

## Álbumes
- 1990 :Enzo Enzo
- 1994:Deux
- 1997:Oui
- 1999:Enfin seuls (con Kent)
- 2001:Le jour d'à côté
- 2004:Paroli
- 2007:Chansons d'une maman
- 2008:3 histoires comme ça
- 2009:Clap !
- 2010:Têtue
- 2011:Chansons d'une maman pour culottes courtes
- 2021:Eau calme